# 2人用個人携帯天幕
個人用携帯天幕（こじんようけいたいてんまく）は、陸上自衛隊においてかつて各隊員個人が携行し2人分を組み合わせて使用していた天幕である。

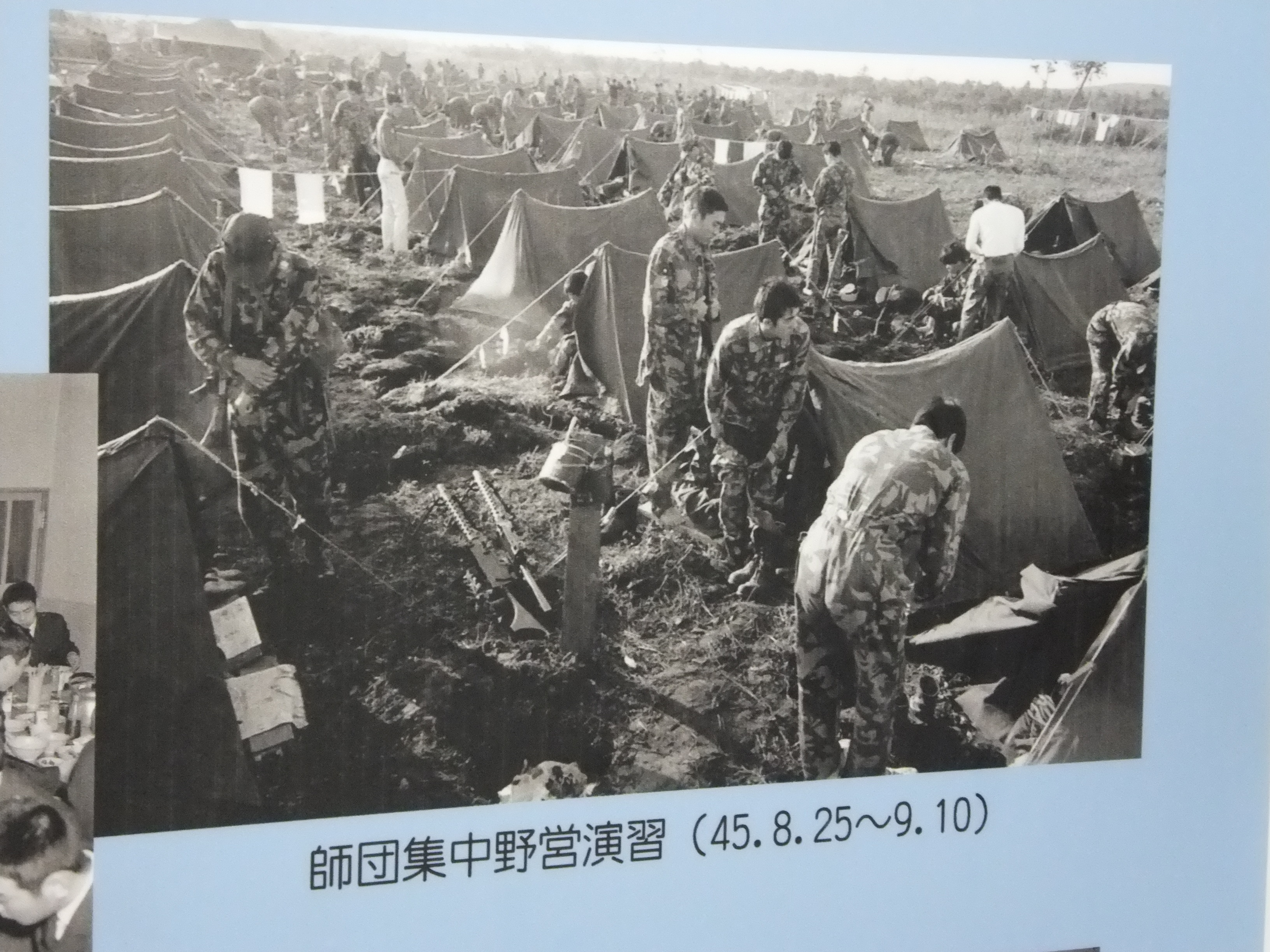
個人用携帯天幕にて宿泊する隊員を撮影した写真

## 概要
天幕は2人1組で運用し、組み立て式支柱（2本1セット）と天幕を一組として携行し、宿営する際は2人分のセットを組み合わせて使用していた。敷幕が無いため地面にそのまま寝転がって使用しており、雨風を凌ぐ程度の効果しか存在しなかった。
宿営用天幕への換装により、後退装備となったが、これとは別に、2000年頃より一部部隊には、民間仕様をベースとした「二人用天幕」が配備されている。

## 参考
※「北部方面隊のあゆみ」に2人用天幕に関する記述および写真が掲載されている。昭和50年代頃まで使用されていた模様。